# Salmone
Il nome volgare salmone può essere utilizzato per diverse specie ittiche della famiglia Salmonidae.

## Esempi
- Hucho hucho (salmone del Danubio)
- Oncorhynchus gorbuscha (salmone rosa)
- Oncorhynchus keta (salmone keta)
- Oncorhynchus kisutch (salmone argentato)
- Oncorhynchus masou (salmone giapponese)
- Oncorhynchus nerka (salmone rosso)
- Oncorhynchus tshawytscha (salmone reale)
- Salmo salar (salmone atlantico), il più diffuso in commercio